# 오봉로·철도박물관로
오봉로와 철도박물관로, 또는 의왕시도 제1호선은 대한민국 경기도 의왕시의 고천동과 월암동을 연결하는 도로이다. 전 구간 2~6차로의 도로로, 기존에는 오봉로의 고천사거리-금천마을, 철도박물관로의 철도기술연구원 구간이 왕복 4~6차로, 오봉로와 철도박물관로의 금천마을-의왕역-철도기술연구원 구간이 왕복 2차로였으나, 2008년 의왕역 주변 확장, 2014년 5월 금천마을-의왕역 구간 확장을 통해 금천마을-의왕역 구간을 왕복 5~6차로로 확장했다.

## 노선

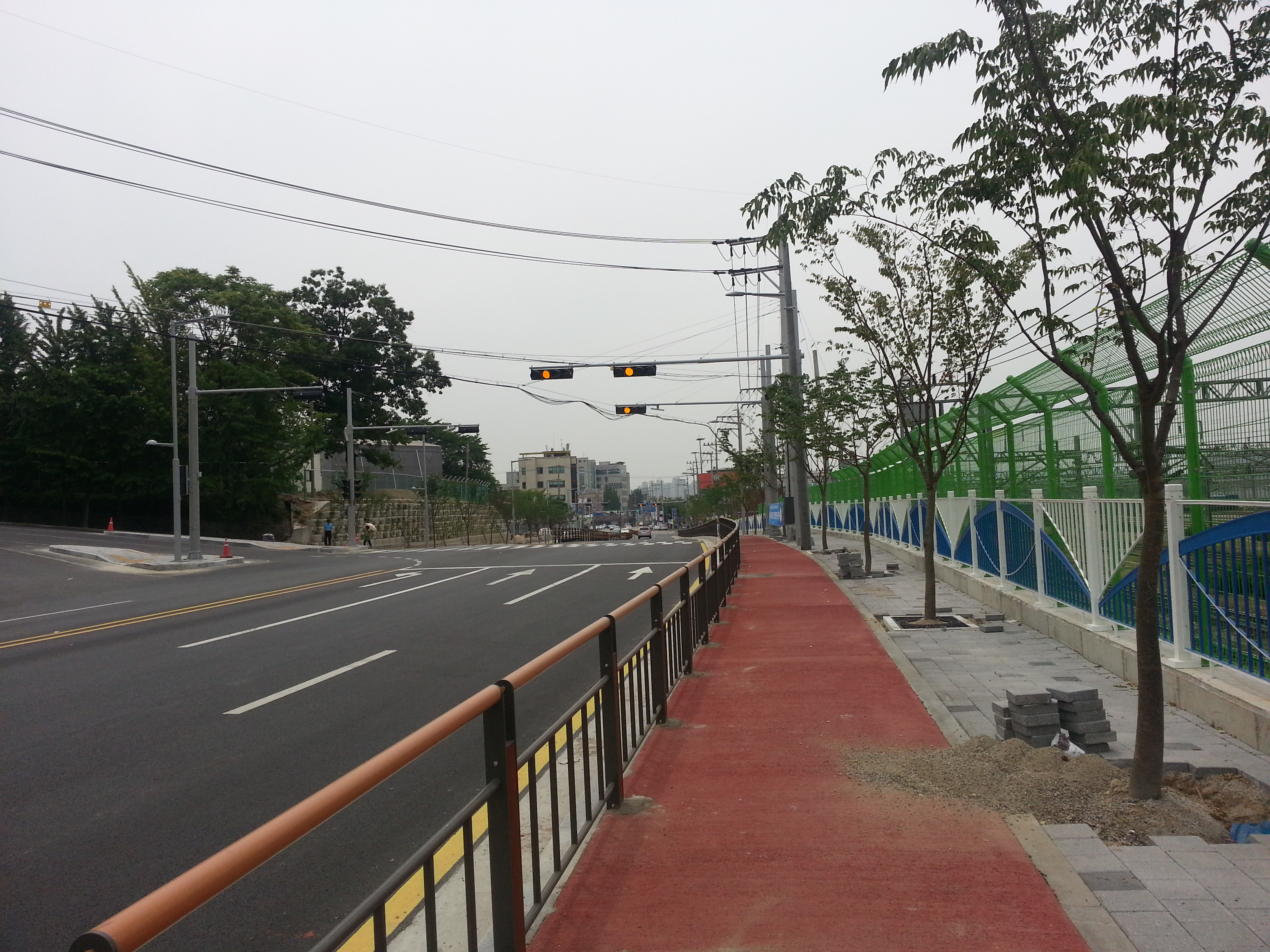
철도박물관로 현대로템 인근

| 이름                                 | 접속 노선                     | 소재지        | 소재지        | 비고          |
| 사천로와 직결                        | 사천로와 직결                 | 사천로와 직결 | 사천로와 직결 | 사천로와 직결 |
| ------------------------------------ | ----------------------------- | ------------- | ------------- | ------------- |
| 고천사거리                           | 국도 제1호선 경수대로         | 의왕시        | 고천동        | 오봉로        |
|                                      | 문화공원로                    | 의왕시        | 고천동        | 오봉로        |
| 시청삼거리                           | 시청로                        | 의왕시        | 고천동        | 오봉로        |
|                                      | 문화공원로, 고고리길 골우물길 | 의왕시        | 고천동        | 오봉로        |
| 이동고개삼거리                       | 가나무로                      | 의왕시        | 고천동        | 오봉로        |
| 이동고개삼거리                       | 가나무로                      | 의왕시        | 이동          | 오봉로        |
| 의왕ICD사거리 (신부곡 나들목) 오봉역 | 과천봉담도시고속화도로        | 의왕시        |               | 오봉로        |
| 부곡IC입구교차로                     | 덕영대로 창말로               | 의왕시        |               | 오봉로        |
|                                      | 새터말아랫로                  | 의왕시        |               | 오봉로        |
| 부곡교차로                           |                               | 의왕시        | 삼동          | 오봉로        |
| 삼동교차로                           | 왕송못동로                    | 의왕시        | 삼동          | 오봉로        |
| 삼동교차로                           | 왕송못동로                    | 의왕시        | 삼동          | 철도박물관로  |
| 현대로템                             |                               | 의왕시        | 삼동          |               |
| 의왕역삼거리                         | 부곡중앙로 부곡시장길         | 의왕시        | 삼동          |               |
| 철도박물관                           |                               | 의왕시        | 월암동        |               |
| 한국교통대학교                       | 부곡중학길                    | 의왕시        | 월암동        |               |
| 한국철도기술연구원                   | 부곡중학길, 월암길            | 의왕시        | 월암동        |               |
| 철도기술연구원삼거리                 | 덕영대로                      | 의왕시        | 월암동        |               |

## 주요 시설

### 오봉로
- 의왕소방서 : 경기도 의왕시 오봉로 9 (고천동)
- 의왕시보건소 : 경기도 의왕시 오봉로 34 (고천동)
- 오봉역 : 경기도 의왕시 오봉로 168 (이동)
- 안양세관 · 의왕ICD 제2터미널 : 경기도 의왕시 오봉로 175 (이동)

### 철도박물관로
- 현대자동차·현대로템 연구소 : 경기도 의왕시 철도박물관로 37 (삼동)
- 의왕역 : 경기도 의왕시 철도박물관로 66 (삼동)
- 철도박물관 : 경기도 의왕시 철도박물관로 142 (월암동)
- 의왕부곡초등학교 : 경기도 의왕시 철도박물관로 143 (삼동)
- 한국교통대학교 의왕캠퍼스 : 경기도 의왕시 철도박물관로 157 (월암동)
- 한국철도기술연구원 : 경기도 의왕시 철도박물관로 176 (월암동)